# Мэнсфилд, Питер
Сэр Пи́тер Мэ́нсфилд (англ. Peter Mansfield; 9 октября 1933, Лондон, Великобритания — 8 февраля 2017, Ноттингем, Великобритания) — британский физик, лауреат Нобелевской премии в области медицины 2003 года «За изобретение метода магнитно-резонансной томографии». Профессор Ноттингемского университета (Ноттингем).

## Биография
В 15 лет он ушёл из школы и работал в типографии, а в 18 лет пошёл служить в армию. В армии заинтересовался ракетостроением, сдал необходимые экзамены и поступил в Колледж королевы Марии в Лондоне. В 1959 году окончил колледж, в 1962 году защитил диссертацию по разработке ЯМР-спектрометра и получил степень доктора философии. Затем два года работал в Иллинойсском университете в Урбане-Шампейне. После стажировки в США в 1964 году принял предложение от Ноттингемского университета, где продолжил работать в области ЯМР-спектрометрии. 
Являлся почётным профессором Ноттингемского университета (1994).

## Научный вклад
Известный ранее метод ядерного магнитного резонанса (ЯМР), за развитие которого Феликс Блох и Эдвард Парселл получили Нобелевскую премию по физике в 1952 году, использовался до работ Пола Лотербура и Питера Мэнсфилда в основном для исследования молекулярной структуры. Работы Лотербура и Мансфилда позволили использовать метод для получения изображений целого организма.
В своих работах показал, как радиосигнал, полученный от прибора, может быть математически обработан и интерпретирован в изображение.
В 2003 году вместе с Лотербуром получил Нобелевскую премию в области медицины «за изобретение метода магнитно-резонансной томографии».